# Symphonie no 55 de Mozart
La Symphonie « no 55 » en si bémol majeur K.Anh. 214/45b est une symphonie du compositeur autrichien Wolfgang Amadeus Mozart, datée de 1778 et écrite à Salzbourg.

## Histoire
Cette œuvre était seulement connue chez Ludwig Ritter von Köchel par une mention dans le catalogue de Breitkopf & Härtel, et ainsi a été classée avec le numéro K. Anh. 214. Puis Alfred Einstein a découvert un ensemble de partitions à la Bibliothèque d'État de Berlin avec le titre « Synfonia Ex Bb...Del Sigr. cavaliere Amadeo Wolfgango Mozart Maestro di concerto di S.A. á Salisburgo ». Wolfgang est devenu violoniste chez l'archevêque de Salzbourg en novembre 1769 et a reçu le titre de « Cavaliere » en juillet 1770, mais comme il s'agit d'une copie plus tardive, cette information ne peut pas être utilisée à des fins de datation. Einstein estimait que la symphonie datait du début 1768 pour des raisons stylistiques, Neal Zaslaw et Gerhard Allroggen croient même qu'une date antérieure soit possible également et Zaslaw datait la symphonie avec prudence de 1767; elle aurait été écrite Salzbourg. Aussi Einstein croyait que les symphonies citées dans le catalogue de Breitkopf & Härtel devaient encore être publiées par Leopold Mozart.
La Alte Mozart-Ausgabe (publié en 1879–1882) a attribué les numéros 1–41 aux 41 symphonies numérotées. Les symphonies non numérotées (quelques-unes, dont la K. 45b, ont été publiées dans les suppléments de la Alte-Mozart Ausgabe jusqu'en 1910) ont parfois reçu les numéros 42 à 56, bien qu'elles aient été écrites avant la Symphonie no 41 (écrite en 1788) de Mozart. La symphonie K. Anh. 214/45b a ainsi reçu le numéro 55 dans cet ensemble.

## Instrumentation
| Instrumentation de la symphonie no 55                                |
| Cordes                                                               |
| premiers violons, seconds violons, altos, violoncelles, contrebasses |
| Bois                                                                 |
| 2 hautbois                                                           |
| Cuivres                                                              |
| 2 cors en si bémol                                                   |

## Structure
La symphonie comprend quatre mouvements :
1. Allegro, en si bémol majeur, à 
, 102 mesures
2. Andante, en mi bémol majeur, à 
, 48 mesures, 2 sections répétées deux fois (mesures 1 à 20, mesures 21 à 48), sans les cors
3. Menuetto et Trio, en si bémol majeur (Trio en fa majeur), à 
, 28+18 mesures, dans le Trio, cordes seules.
4. Allegro, en si bémol majeur, à 
, 144 mesures

Durée : 13 minutes approximativement.

Introduction de l'Allegro :
La lecture audio n'est pas prise en charge dans votre navigateur. Vous pouvez télécharger le fichier audio.
Introduction de l'Andante :
La lecture audio n'est pas prise en charge dans votre navigateur. Vous pouvez télécharger le fichier audio.
Première reprise du Menuetto :
La lecture audio n'est pas prise en charge dans votre navigateur. Vous pouvez télécharger le fichier audio.
Première reprise du Trio :
La lecture audio n'est pas prise en charge dans votre navigateur. Vous pouvez télécharger le fichier audio.
Introduction de l'Allegro final :
La lecture audio n'est pas prise en charge dans votre navigateur. Vous pouvez télécharger le fichier audio.